# Keude Idi Cut
Keude Idi Cut is een bestuurslaag in het regentschap Aceh Timur van de provincie Atjeh, Indonesië. Keude Idi Cut telt 236 inwoners (volkstelling 2010).